# ブリング・ヒム・ホーム
『ブリング・ヒム・ホーム』（Bring Him Home）は、イギリスの歌手アルフィー・ボーの通算５枚目となるカバーアルバムである。

## 解説
DECCAとの専属契約後のアルバム第１弾。アルフィー・ボーの名を一躍有名にしたミュージカル「レ・ミゼラブル」の代表曲をアルバムタイトルにし、世界中で愛されているミュージカルのナンバーを１２曲収録。ミュージカル女優、歌手のケリー･エリス、コメディアンのマット・ルーカスがゲスト参加している。また2012年の日本版ＣＤデビューアルバムでもある。

## 収録曲
1. 彼を帰して - Bring Him Home - 3:40
  - 「 レ・ミゼラブル」より Les Miserables
2. ピュア・イマジネーション - Pure Imagination - 3:22
  - 「夢のチョコレート工場」より Willy Wonka & the Chocolate Factory
3. カム・ホワット・メイ (featuring ケリー･エリス) - Come What May(featuring Kerry Ellis) - 4:52
  - 「ムーラン･ルージュ」より Moulin Rouge!
4. あの山の子守唄 - Hushabye Mountain - 2:26
  - 「チキ・チキ・バン・バン」より Chitty Chitty Bang Bang
5. アズ・イフ・ウィ・ネヴァー・セッド・グッバイ - As If We Never Said Goodbye - 4:51
  - 「サンセット大通り」より Sunset Boulevard
6. 君住む街角 - On The Street Where You Live - 3:23
  - 「マイ・フェア・レディ」より My Fair Lady
7. 魅惑の宵 - Some Enchanted Evening - 3:09
  - 「南太平洋」より South Pacific
8. 見果てぬ夢 (featuring マット・ルーカス) - The Impossible Dream(featuring Matt Lucas) - 2:53
  - 「ラ・マンチャの男」より Man of La Mancha
9. もしも私が恋したら - If I Loved You - 2:47
  - 「回転木馬」より Carousel
10. 嘘だと言って - Tell Me It's Not True - 3:35
  - 「ブラッド・ブラザーズ」より Blood Brothers
11. もし、世界を支配していたら - If I Ruled The World - 2:23
  - 「ピックウィック・ペーパーズ」より The Pickwick Papers
12. 愛はすべてを超えて - We Have All The Time In The World - 3:21
  - 「女王陛下の007」より On Her Majesty's Secret Service